# Osvaldo Novo
Osvaldo Novo (né en 1896 à Turin dans le Piémont et mort à une date inconnue) est un joueur de football italien, qui jouait au poste de défenseur.

## Biographie
Natif de Turin, il n'a évolué durant sa carrière de footballeur que dans des clubs de sa ville natale, tout d'abord au Vigor Turin. Après la fin de la guerre, il débute officiellement avec le club de la Juventus FC, club avec qui il est l'un des premiers joueurs à jouer presque cent matchs, en six ans au club.

## Palmarès
Juventus
- Championnat d'Italie :
  - Vice-champion : 1919-20.

### Statistiques
| Saison         | Club           | Championnat     | Championnat | Championnat |
| Saison         | Club           | Compétition     | Matchs      | Buts        |
| -------------- | -------------- | --------------- | ----------- | ----------- |
| 1915-1916      | Juventus       | Coppa Federale  | 10          | 1           |
| 1919-1920      | Juventus       | Prima categoria | 21          | 1           |
| 1920-1921      | Juventus       | Prima categoria | 10          | 0           |
| 1921-1922      | Juventus       | Prima categoria | 22          | 0           |
| 1922-1923      | Juventus       | Prima divisione | 20          | 0           |
| 1923-1924      | Juventus       | Prima divisione | 2           | 0           |
| 1924-1925      | Juventus       | Prima divisione | 16          | 0           |
| Total Juventus | Total Juventus |                 | 101         | 2           |
| Total carrière | Total carrière |                 | 101         | 2           |